# Auriscalpium
Genre
Auriscalpium est un genre de champignons basidiomycètes de la famille des Auriscalpiaceae.

## Liste des espèces Linnéennes
Selon Catalogue of Life:
- Auriscalpium andinum
- Auriscalpium barbatum
- Auriscalpium dissectum
- Auriscalpium gilbertsonii
- Auriscalpium luteolum
- Auriscalpium umbella
- Auriscalpium villipes
- Auriscalpium vulgare

## Sources et références
- Leif Ryvarden. (2001). The genus Auriscalpium. Harvard Papers in Botany 6: 193-198.